# ترمیم دی‌ان‌ای
مراحل ترمیم DNA در سه مکانیسم ترمیم بد تطابق، ترمیم برداشت بازی و ترمیم برداشت نوکلئوتیدی صورت می‌گیرد.

## ترمیم بد تطابق
این ترمیم برای حذف خطاهای همانند سازی به دلیل توتومریسم می‌باشد. کمپلکس Muts-MutL مسئول شناسایی ضایعه بوده و MutH به عنوان اندونوکلئاز ایجاد برش می‌کند. سپس با همکاری اگزونوکلئاز، SSB، آنزیم DNA پلیمراز سه و DNA لیگاز مراحل برداشت، سنتز مجدد و دوختن انجام می‌شوند.
سرطان غیر پولیپی ارثی کولون یا سندروم لینچ حاصل نقص در ترمیم بد تطابق می‌باشد.

## ترمیم برداشت بازی
این ترمیم برداشت بازهای تغییریافته نظیر یوراسیل حاصل از دآمیناسیون سیتوزین می‌باشد. برداشت باز با هیدرولیز پیوند بتا-N-گلیکوزیدی توسط DNA گلیکوزیلاز اختصاصی صورت می‌گیرد. حاصل یک جایگاه آپورینی یا آپیریمیدینی (جایگاهAP) است که توسط یک AP اندونوکلئاز و هیدرولیز پیوند فسفودی استری، ریبوز آن نیز برداشت و شکاف ایجاد می‌گردد. DNA پلیمراز یک، شکاف را پر نموده و DNA لیگاز برش را حذف می‌کند.

## ترمیم برداشت نوکلئوتیدی
این ترمیم برای جایگزینی نواحی DNA آسیب دیده تا طول سی باز، در اثر اشعه UV، اشعه یونیزان، عوامل شیمی درمانی، و آفلاتوکسین می‌باشد. در اینجا هر دو سمت محل ضایعه توسط یک اندونوکلئاز اختصاصی به نام اکسی نوکلئاز یا نوکلئاز برداشتی برش داده می‌شود. این آنزیم کمپلکسی متشکل از سه زیرواحد (ABC اکسی نوکلئاز) می‌باشد. 1) UvrA مسئول شناسایی ضایعه، 2)UvrB برای ایجاد برش در سمت ۳ʼ و 3)UvrC برای ایجاد برش در سمت ۵ʼ. در اینجا قطعه آسیب دیده توسط هلیکاز برداشته شده و نیازی به اگرونوکلئاز نمی‌باشد. DNA پلیمراز یک و DNA لیگاز مسئول سنتز مجدد و حذف برش می‌باشند.
برداشت دایمرهای تیمینی در انسان از طریق مکانیسم برداشت نوکلئوتیدی است. گزرودرما پیگمنتوزوم ناشی از اختلال در این سیستم ترمیمی می‌باشد.